# Dibrompentoxid
Dibrompentoxid oder Brom(V)-oxid, Br2O5, ist eine bei Normalbedingungen unbeständige Verbindung der Elemente Brom und Sauerstoff und ein Vertreter der Halogenoxide. Es handelt sich um einen bei tiefer Temperatur isolierbaren, farblosen Feststoff, der sich ab −20 °C in die Elemente zersetzt.

## Darstellung
Die Verbindung kann durch Umsetzung mit Ozon (Ozonierung) von elementarem Brom bei −78 °C in Propionitril erhalten werden.

## Eigenschaften
Dibrompentoxid ist das Anhydrid der Bromsäure und verhält sich chemisch entsprechend. Brom(V)-oxid wirkt, wie fast alle Halogenoxide, stark oxidierend.
Die Verbindung kristallisiert aus Propionitril in Form von weißen Nadeln mit drei Molekülen Propionitril je Formeleinheit aus. Ab einer Temperatur von −40 °C zersetzt sich Dibrompentoxid, manchmal explosionsartig, in die Elemente. Der Zersetzungspunkt liegt bei −20 °C. In der Verbindung liegt Brom in der Oxidationsstufe +V vor und ist erwartungsgemäß pyramidal koordiniert. Die Doppelbindungen zu den terminalen Sauerstoffatomen weisen Bindungslängen zwischen 160,6 und 161,3 pm auf. Die Bindungen zu dem verbrückenden Sauerstoffatom sind 187,5 pm beziehungsweise 189,6 pm lang. Im Unterschied zum homologen Diiodpentoxid (I2O5) stehen im Dibrompentoxid-Molekül die terminalen Sauerstoffatomen auf Deckung und nicht auf Lücke.